# 福田修子
福田 修子（ふくだ のぶこ、1980年7月29日 - ）は青森県大鰐町出身のクロスカントリースキー選手。現姓は籏（はた）。冬季オリンピックに3度出場した。所属は大鰐町立大鰐中学校－青森県立大鰐高等学校－弘果スキーレーシングクラブ－岐阜日野自動車。同学年に石田正子がいる。

## 人物
リンゴ農家に生まれ、幼いころから重い木箱を担いだことから自然と下半身の筋力を養ったという。小学生でスキーを始め、1999年の全国高等学校スキー大会（インターハイ）女子10kmフリーで優勝し注目される。
高校卒業後、クロスカントリースキーの強豪チームであった弘果弘前中央青果に入社。2001年全日本スキー選手権の複合と30kmフリーで優勝する。
2001-2002シーズンにクロスカントリースキー・ワールドカップへデビュー、翌2002年ソルトレークシティオリンピックに初出場したが15kmフリー途中棄権、4×5kmリレー10位、スプリント予選敗退 （39位）、複合予選敗退と振るわなかった。
2003年ノルディックスキー世界選手権では15kmクラシカル17位、複合39位、30kmフリー34位、4×5kmリレーでは12位だった。
2004年全日本スキー選手権の15kmフリーで優勝。
2005年ノルディックスキー世界選手権では個人スプリント、団体スプリントとも準決勝敗退、4×5kmリレーでは12位だった。全日本選手権では複合で優勝。
2006年トリノオリンピックに出場、女子団体スプリントで夏見円と組んで8位となり初の入賞となった。4×5kmリレーでは12位、個人スプリントでは24位。オリンピック後引退を示唆したものの翻意し、競技を続行。
2007年ノルディックスキー世界選手権札幌大会では個人スプリント、団体スプリントとも準決勝敗退、4×5kmリレーでは8位だった。シーズン後新設された岐阜日野自動車スキークラブに移籍した。
2009年ノルディックスキー世界選手権では同大会史上最高位となる4×5kmリレー7位に貢献、個人スプリントは予選敗退、複合54位。全日本選手権では複合、個人スプリント、30kmフリーの3冠を獲得した。
3度目の出場となった2010年バンクーバーオリンピックでは10kmフリー52位、夏見円と組んだ団体スプリントでは準決勝敗退、4×5kmリレー9位。
ワールドカップでは個人スプリントで3度15位になったのが自己最高位。
2011年4月23日に結婚。2012年2月に行われた岐阜国体を最後に引退した。
現在は岐阜県郡上市に居住。2021年4月3日、1年延期となっていた東京2020オリンピック聖火リレーにおいて、岐阜県代表ランナーとして郡上市内のコースを走行した。